# Brachygaster notauliferus
Brachygaster notauliferus är en stekelart som beskrevs av Pierre L. G. Benoit 1953. Brachygaster notauliferus ingår i släktet Brachygaster och familjen hungersteklar. Inga underarter finns listade.